# Municipio de Franklin (condado de Dent)
El municipio de Franklin (en inglés: Franklin Township) es un municipio ubicado en el condado de Dent en el estado estadounidense de Misuri. En el año 2010 tenía una población de 1028 habitantes y una densidad poblacional de 6,62 personas por km².

## Geografía
El municipio de Franklin se encuentra ubicado en las coordenadas 37°32′32″N 91°30′21″O / 37.54222, -91.50583. Según la Oficina del Censo de los Estados Unidos, el municipio tiene una superficie total de 155.37 km², de la cual 155,23 km² corresponden a tierra firme y (0,09 %) 0,14 km² es agua.

## Demografía
Según el censo de 2010, había 1028 personas residiendo en el municipio de Franklin. La densidad de población era de 6,62 hab./km². De los 1028 habitantes, el municipio de Franklin estaba compuesto por el 96,89 % blancos, el 0,19 % eran afroamericanos, el 0,58 % eran amerindios, el 0,1 % eran asiáticos, el 0,68 % eran de otras razas y el 1,56 % eran de una mezcla de razas. Del total de la población el 0,88 % eran hispanos o latinos de cualquier raza.